# Powiat Shari
Powiat Shari (jap. 斜里郡 Shari-gun) – powiat w Japonii, w prefekturze Hokkaido, w podprefekturze Ohōtsuku. W 2024 roku liczył 18 968 mieszkańców.

## Miejscowości
- Kiyosato
- Koshimizu
- Shari